# Kilifia diversipes
Kilifia diversipes är en insektsart som först beskrevs av Cockerell 1905.  Kilifia diversipes ingår i släktet Kilifia och familjen skålsköldlöss.
Artens utbredningsområde är Filippinerna. Inga underarter finns listade i Catalogue of Life.